# Panara (geslacht)
Panara is een geslacht van vlinders uit de familie van de prachtvlinders (Riodinidae) en de onderfamilie Riodininae.
De wetenschappelijke naam van het geslacht werd in 1847 gepubliceerd door Edward Doubleday.

## Soorten
- P. aureizona Butler, 1874
- P. brevillinea Schaus, 1928
- P. jarbas (Drury, 1782)
- P. ovifera Seitz, 1913
- P. phereclus (Linnaeus, 1758)
- P. soana Hewitson, 1875
- P. thisbe (Fabricius, 1781)
- P. thymele Stichel, 1909
- P. trabalis Stichel, 1916